# クティング県
クティング県は、10あるレソトの県のうちの一つ。面積は2,916 km2で、人口は約200,000人である（2002年）。県都はクティングである。